# اعتدال ذكر الله
اعتدال بنت موسى بن حسن الذكر الله (1976) شاعرة سعودية. ولدت في هفوف بالأحساء ونشأت بها. حصلت على بكالوريوس لغة عربية من جامعة الملك فيصل. تعمل في وزارة الشؤون الاجتماعية. فهي عضو رابطة الأدب الإسلامي العالمية. عملت مراسلة لعدة صحف ومجلات. تعتبر من أبرز شاعرات سعوديات أحسائيات. فازت بعدة جوائز محلية وإقلمية ولها عدة دواوين شعرية مطبوعة.

## سيرتها
ولدت اعتدال بنت موسى بن حسن بن محمد الذكر الله سنة 1396 هـ/ 1976 م في هفوف بالأحساء ونشأت بها. حصلت اعتدال موسى على بكالوريوس لغة عربية من جامعة الملك فيصل بالأحساء. تعمل في وزارة الشؤون الاجتماعية. هي عضو رابطة الأدب الإسلامي العالمية، وعضو اللجنة الاستشارية في جمعية اللغة العربية الدولية في أصفهان، إيران. عينت رئيسة لجنة الشعر النسائيّة في نادي الأحساء الأدبي في عامي: 1430- 1431هـ. 

دخلت الإعلام وعملت مراسلة لعدة صحف ومجلات، منها مراسلة لمجلّة الشرق الأوسط اللندنيّة بالأحساء ولمجلّة بنت الخليج الإماراتيّة بدبي ولمجلّة الإعلام والاتصال الصادرة من وزارة الثقافة والإعلام السعوديّة.

## مهنتها الأدبية وأسلوبها
هي «أول إحسائية أصدرت ديوانًا للشعر الفصيح في الإحساء وذلك في العام 1424هـ - 2003م» حسب رأي خالد اليوسف. وهي أيضًا «أول شاعرة سعودية تلقي قصيدة في محفل ثقافي كبير» حيث ألقت قصيدة شعرية في حفل افتتاح معرض الرياض الدولي للكتاب 2010، بحضور وزير الثقافة والإعلام عبد العزيز خوجة، فأعتبرها الصحف ك«أول شاعرة سعودية تلقي قصيدة في حفل افتتاح مناسبة ثقافية وطنية رسمية في الدولة».

قال عنها الناقد العراقي عبد الرضا علي «مع أنّها أصغر الشواعرِ اللواتي مثّلنَ المملكةَ (رسميّاً) في مهرجانات الخارج الشعريّة، فإنّها تكاد تكون الشاعرة الوحيدة التي تكتب قصيدتي: الشطرين، والتفعيلة بين بنات جيلها السعوديّات اللواتي يكتبنَ النصوصَ المفتوحة التي يُطلقُ عليها قصيدة النثر، ولا يخرجن عن إطارِها الشكلي، كما في تجاربِ: زينب غاصب، وحليمة مظفر، وهدى الدغفق.».

في 2011، أختارت وزارة التربية والتعليم السعودية بعض نصوصها الشعرية للأطفال لتدريسها في المنهج الدراسي الخاص بالتربية الأسرية.

## جوائزها
- 2000: جائزة الأولى في التأليف المسرحي من جامعة الملك فيصيل.
- الجائزة الثانية على مستوى المملكة في الشعر الفصيح، نادي المنطقة الشرقية الأدبي.
- الجائزة الثالثة في الشعر الفصيح على مستوى المملكة من نادي تبوك الأدبي.
- الجائزة الثالثة على مستوى المملكة في أناشيد الأطفال، مركز البحوث والدراسات الإسلامية بالمدينة، ونادي المدينة الأدبي.[2]

## مؤلفاتها
من دواوينها الشعرية:
- تراتيل الروح في زمن الغربة، 2003 (ردمك 9789960438313)
- وأينعت الأشواق، 2004
- أغاريد البلابل، أهازيج وأراجيز للأطفال، 2009
- واستمطرتكَ عشقا، 2011
- وإنني في الحب لا أتعفف!!، 2017 (ردمك 9786140113312)
- مَزَامِيرُ الحياة، 2018 [8]

من مسرحياتها الشعرية:
- سوسن وبستان الأحلام، مسرحية شعرية غنائية للأطفال، 2008